# Villa La Belle Époque

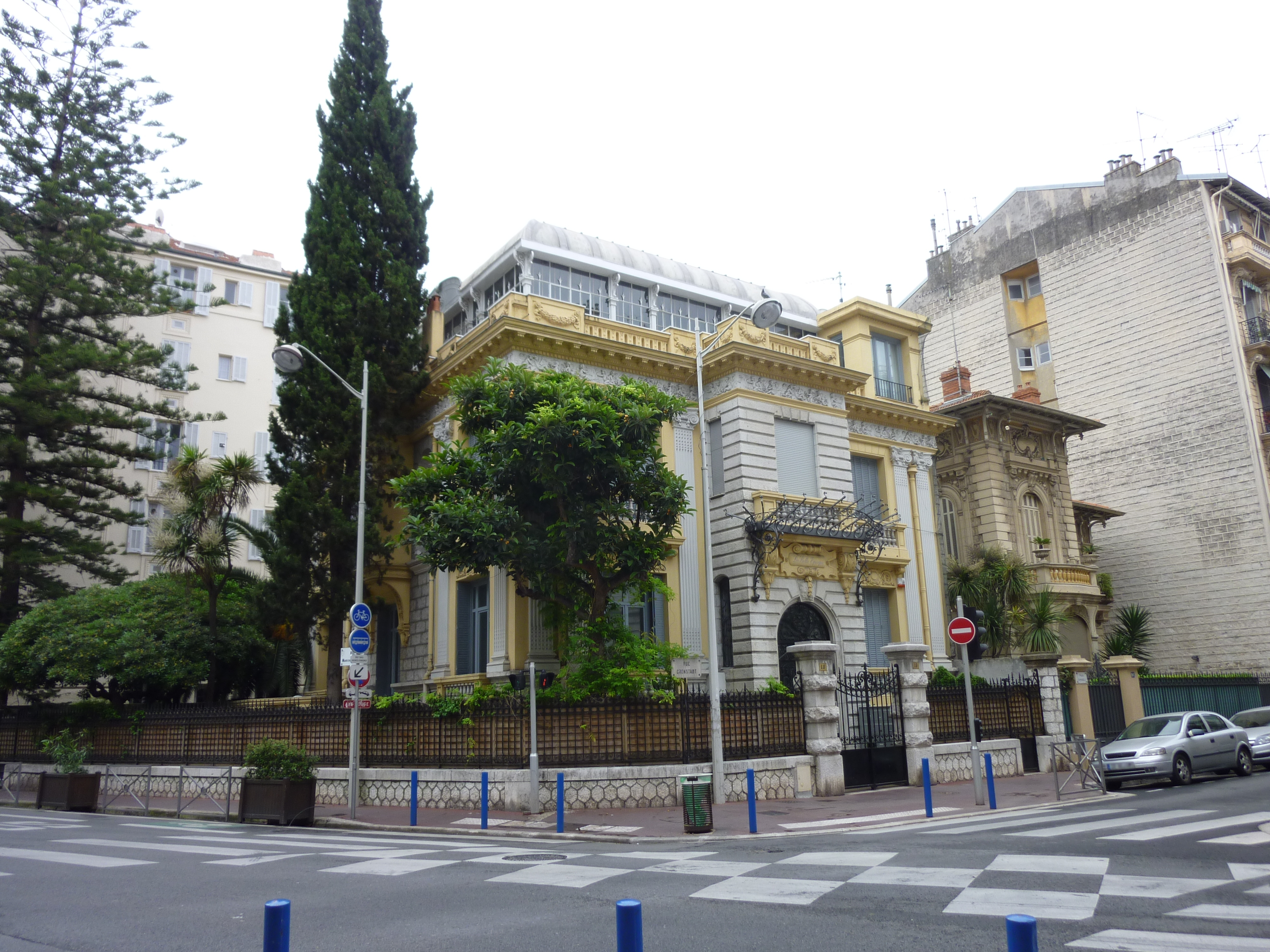
Villa La Belle Époque

Villa La Belle Époque é uma mansão histórica em Nice, Alpes-Maritimes, na França. Foi construída de 1909 a 1911 para o Sr. Enos. Foi projetada pelo arquitecto Jean-Baptiste Blanchi, com decorações douradas adicionais projectadas por Michel de Tarnowski. Está listada como um monumento nacional oficial desde 23 de outubro de 1992.